# Arara do Rio Amônia
Os Arara do Rio Amônia são um povo ameríndio que habita o estado brasileiro do Acre. Formam uma sociedade de 278 indivíduos.